# Molleric calçat
|  | Aquest article tracta sobre l'espècie Suillus luteus, la representativa dels bolets coneguts com a Mollerics calçats. Per a d'altres espècies que reben aquests nom comú vegeu Molleric calçat (desambiguació). |

El molleric calçat, pinetell de calceta o moixí de calceta (Suillus luteus) és una espècie de fong de l'ordre dels boletals (Boletales). És un molleric amb un anell ample, membranós, de violeta pàl·lid a brunenc i que ben aviat és caduc pel que pot passar desapercebut.

## Taxonomia
Va ser descrit per Carl Linnaeus com a Boletus luteus, Sp. pl. 2: 1177 (1753) i sancionat per Elias Magnus Fries, Syst. mycol. 1: 386 (1821). Roussel (Henri François Anne de Roussel) a Flore du Calvados et terrains adjacents, composée suivant la méthode de Jussieu, transferí l'espècie al gènere Suillus.
Suillus luteus del llatí suillus -mena de bolet de baixa qualitat-, derivat del llatí sus que vol dir porc; i del llatí luteus -groc fosc-.

## Iconografia
Assyov, Boris. Boletales.com.(2024)
Jose Antonio Muñoz, Boletus s.l. (2005): 19a-20c

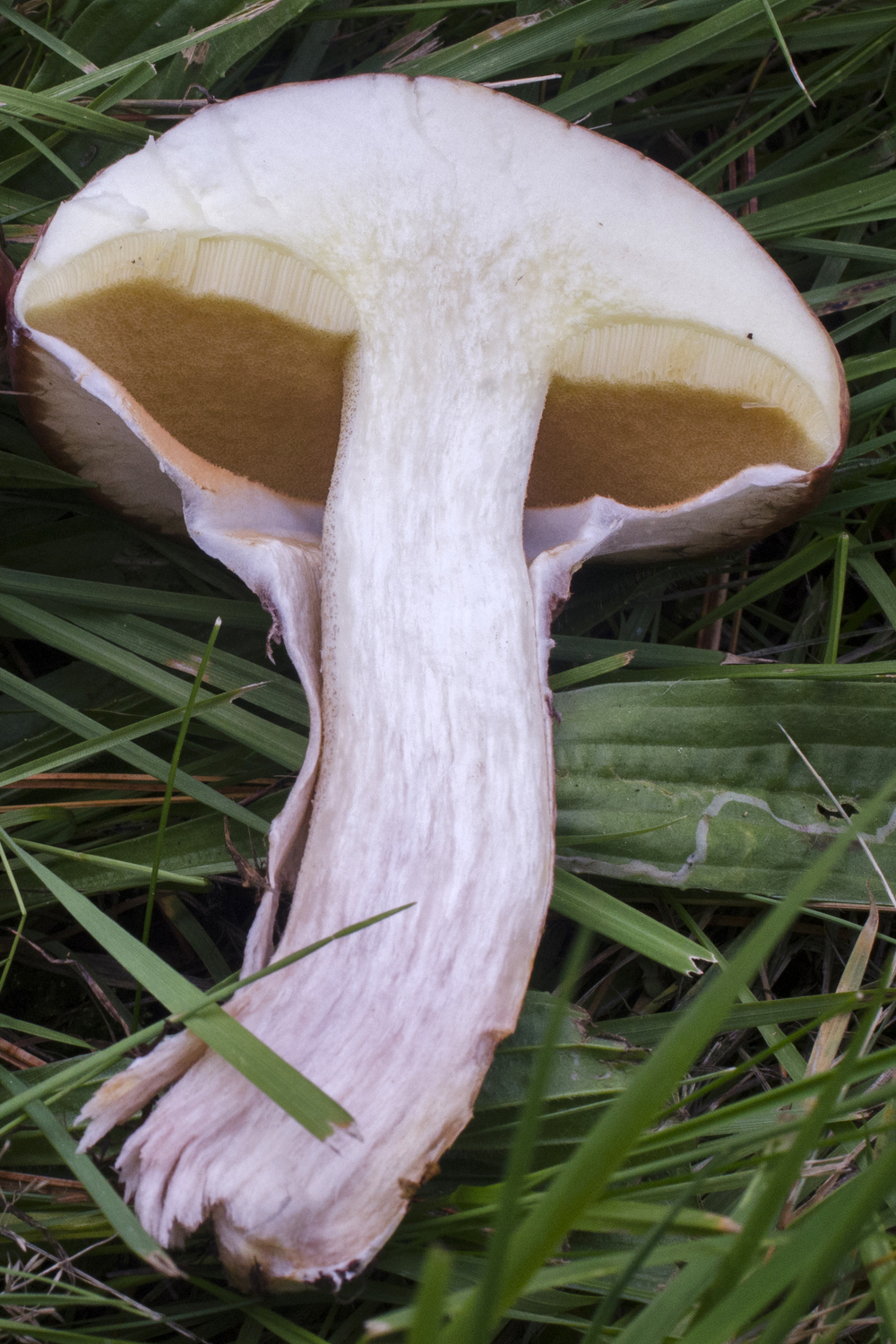
Secció longitudinal d'un molleric calçat (Suillus luteus) mostrant la calça que recobreix la cama.

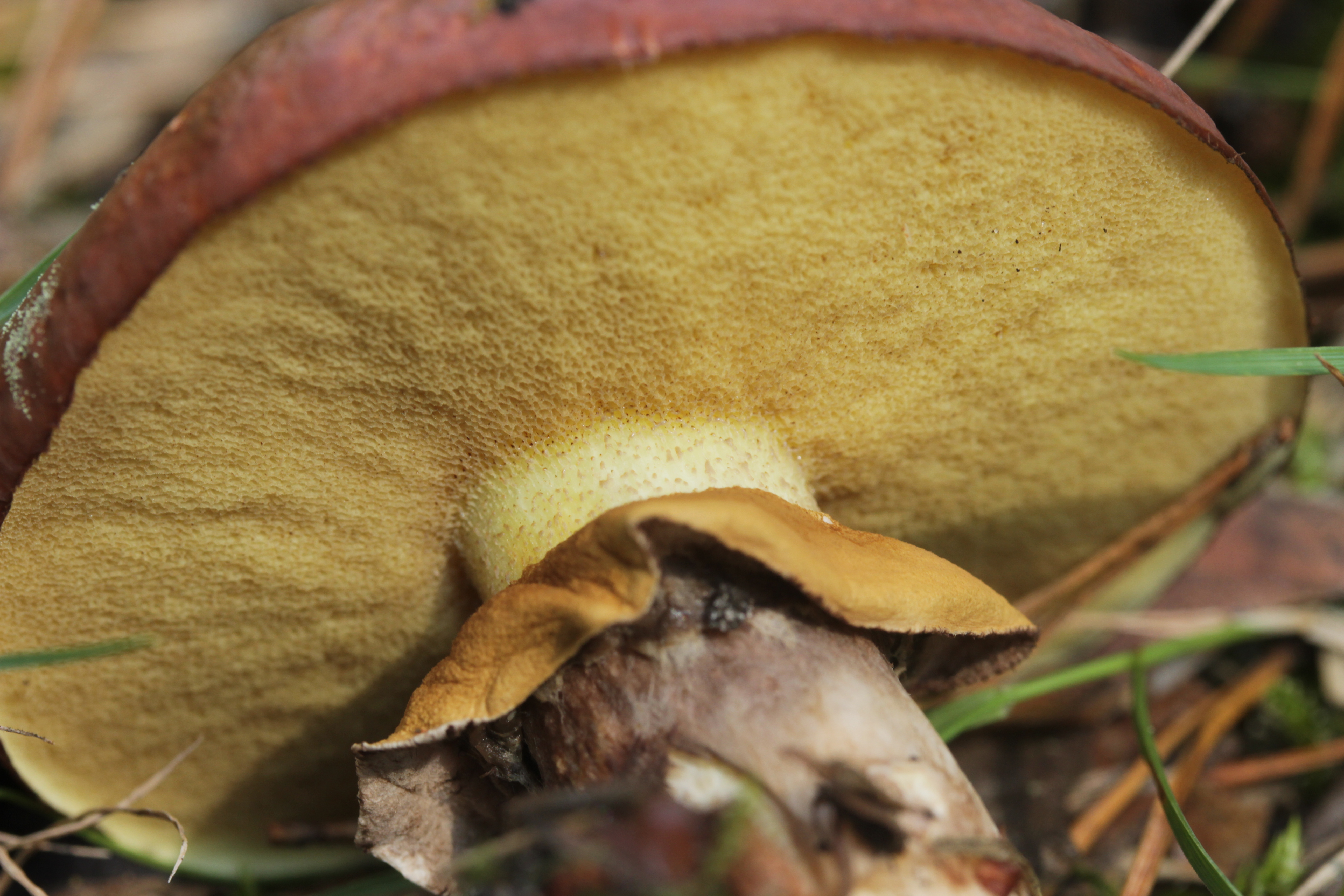
Detall de l'anell

## Descripció
Barret de fins a 12 (15) cm de diàmetre, de convex a estés, lleument umbonat; marge involut, excedent; superfície llisa, humida, de bru vermellosa a bru ataronjada, 
Tubs de groc pàl·lid a groc olivaci; porus fins, rodons, concolors amb els tubs, es taquen de vermellós en madurar; no blavegen al frec o pressió.
Cama llarga, de cilíndrica a clavada; de groguenca a blanquinosa; anell engruixit, membranós, ample, de revers violaci, cobert de nombrosos punts glandulars; peu amb miceli basal blanc.
Carn de blanquinosa a groguenca,; olor fruitada, tast dolcenc.

## Hàbitat
Des de l'estiu a finals de tardor, des de l'estatge subalpí al montà, menys frequent a la terra baixa i litoral; en pinedes de pi roig i pi negre, més rar vora Pinus pinaster, Pinus halepensis i Pinus radiata; en tota mena de sòls.

## Distribució
Molt comú a tot Europa.

## Espècies semblants
Altres mollerics calçats similars: 
- Molleric calçat de làrix (Suillus grevillei) que també disposa d'una amplia zona anular, té el barret més ataronjat i només creix vora làrix (Larix decidua).

Si l'anell no és visible, es pot confondre amb el molleric de peu rosa (Suillus collinitus) que té color del barret similar però el miceli rosa adherit al peu.

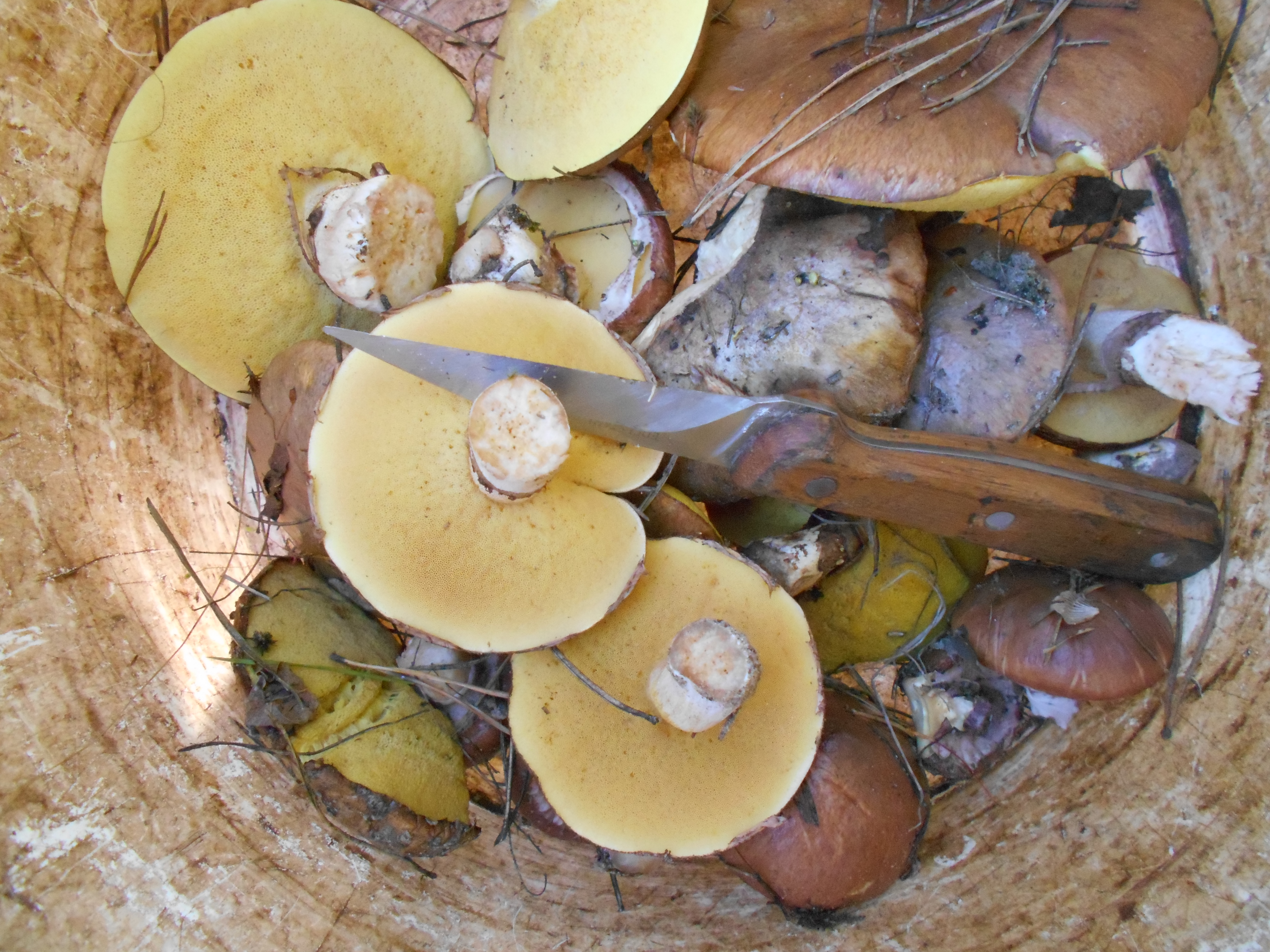

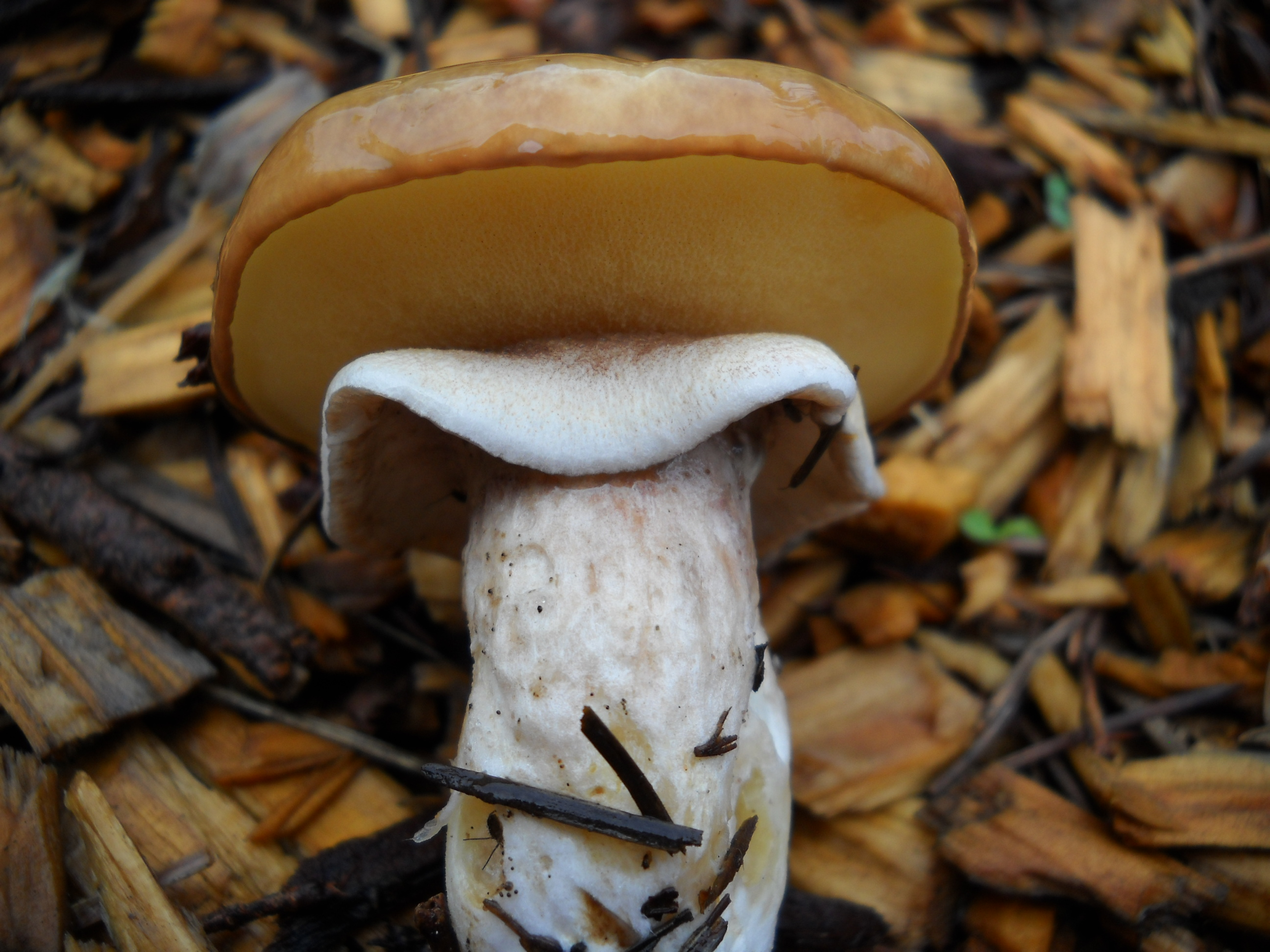

## Comestibilitat
És un bolet comestible prou bo si es pela la cutícula bruna del barret. Quan es cou a la paella treu força aigua. Així, doncs, convé posar-l'hi gairebé sense oli i llençar l'aigua que ix al començament, per afegir-hi oli després i acabar de fregir-lo bé.